# Ammodytidae

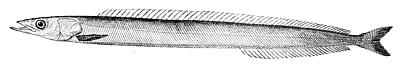
Ammodytes dubius.

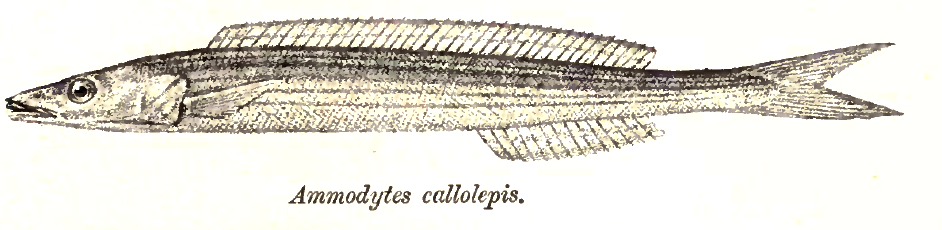
Ammodytes callolepis.

Los ammodítidos (Ammodytidae) son una familia de peces marinos incluida en el orden Perciformes. Se distribuyen por mares fríos o templados, siendo comunes en el Atlántico norte y en el Pacífico norte. Muchas nadan libremente pero algunas especies se entierran en la arena.
Tiene una cabeza puntiaguda, con el cuerpo alargado y ligeramente comprimido, motivo por el que algunas especies de esta familia son denominadas anguilas de arena —aunque no son verdaderas anguilas—. La línea lateral se extiende cerca del dorsal. No tienen aletas pélvicas y no desarrollan vejiga natatoria, por lo que los adultos suelen vivir pegados al fondo marino.
Se alimentan de larvas de todo tipo y pequeños crustáceos.

## Géneros y especies
Existen 31 especies agrupadas en 7 géneros:
- Género Ammodytes Linnaeus, 1758:
  - Ammodytes americanus DeKay, 1842
  - Ammodytes dubius Reinhardt, 1837
  - Ammodytes hexapterus Pallas, 1814
  - Ammodytes marinus Raitt, 1934
  - Ammodytes personatus Girard, 1856
  - Ammodytes tobianus Linnaeus, 1758

- Género Ammodytoides Duncker y Mohr, 1939:
  - Ammodytoides gilli (Bean, 1895)
  - Ammodytoides idai Randall y Earle, 2008
  - Ammodytoides kanazawai Shibukawa y Ida, 2013
  - Ammodytoides kimurai Ida y Randall, 1993
  - Ammodytoides leptus Collette y Randall, 2000
  - Ammodytoides praematura Randall y Earle, 2008
  - Ammodytoides pylei Randall, Ida y Earle, 1994
  - Ammodytoides renniei (Smith, 1957)
  - Ammodytoides vagus (McCulloch y Waite, 1916)
  - Ammodytoides xanthops Randall y Heemstra, 2008

- Género Bleekeria Günther, 1862:
  - Bleekeria estuaria Randall y Ida, 2014
  - Bleekeria kallolepis Günther, 1862
  - Bleekeria mitsukurii Jordan y Evermann, 1902
  - Bleekeria murtii Joshi, Zacharia y Kanthan, 2012
  - Bleekeria profunda Randall y Ida, 2014
  - Bleekeria viridianguilla (Fowler, 1931)

- Género Gymnammodytes Duncker y Mohr, 1935:
  - Gymnammodytes capensis (Barnard, 1927)
  - Gymnammodytes cicerelus (Rafinesque, 1810) - La única en el mar Mediterráneo.
  - Gymnammodytes semisquamatus (Jourdain, 1879)

- Género Hyperoplus Günther, 1862:
  - Hyperoplus immaculatus (Corbin, 1950)
  - Hyperoplus lanceolatus (Le Sauvage, 1824)

- Género Lepidammodytes Ida, Sirimontaporn y Monkolprasit, 1994:
  - Lepidammodytes macrophthalmus Ida, Sirimontaporn y Monkolprasit, 1994

- Género Protammodytes Ida, Sirimontaporn y Monkolprasit, 1994:
  - Protammodytes brachistos Ida, Sirimontaporn y Monkolprasit, 1994
  - Protammodytes sarisa (Robins y Böhlke, 1970)
  - Protammodytes ventrolineatus Randall y Ida, 2014